# جيمس سميث (قاتل)
جيمس سميث (بالإنجليزية: James Smith)‏ (1936 – 28 نوفمبر 1962) وهو مجرم من آواخر الأشخاص الذين اعدموا في السجون البريطانية (ما قبل إلغاء عقوبة الإعدام). تم شنقه لقتل السيدة سارة إيزابيلا كروس في محلها للحلويات، في مدينة مانشستر.
ولد سميث في مدينة أدنبرة عام 1936، وارتكب جريمته عندما دخل محل المغدورة يوم الجمعة 4 مايو 1962  وضرب السيدة كروس البالغة من العمر 58 عامًا حتى الموت من أجل سلب منها 6 جنيهات إسترلينية. استخدام 5 عبوات من الزجاج البرتقالي المصقول والمزخرفة لضرب الضحية، وترك سميث العملات المعدنية منتشرة على أرضية المحل وهو يهرب من المخرج الخلفي. وبعد ذلك، عُثر على جثة الضحية ملقاة داخل المحل.
اكتشف خبراء الطب الشرعي أن بصمة جيمس سميث كانت على إطار الباب الخلفي الذي كان قد دُهِنَ قبل يومين من قبل زوج السيدة كروس، وهو عامل في مصنع، ويذكر انه كان شخص مبتذل بعض الشيء. كانت بصمات سميث موجودة بالفعل في الملف لدى أقسام الشرطة بسبب إدانة سابقة له. ونتيجة لذلك، تم اعتقال سميث بسرعة في منزله في شارع كورف في المدينة، في على يد كبير المحققين إريك كننغهام ومفتش المباحث تومي بوتشر. تم إرسال الزجاجات المكسورة من مسرح الجريمة إلى مختبر علوم الطب الشرعي الشمالي الغربي في بريستون، حيث تم إعادة تجميعها بعناية باستخدام أنبوب من الغراء. وتم تفتيش منزل سميث وتم العثور على جزيئات زجاجية مجهرية (تم استعادتها باستخدام مكنسة كهربائية مخصصة) من على ملابس سميث وكان هناك أيضًا أسفل جانبي أحد مقاعد السيارة المجرم شظايا صغيرة من زجاج العبوات المستخدمة في الجريمة والذي تم إعادة تجميعها من مسرح الجريمة.
المجرم هو أب بالغ من العمر 26 عامًا، كان يعمل في مجال المطاط حيث كان يتقاضى 15 جنيهًا إسترلينيًا في الأسبوع في فايلسوورث، حوكم بتهمة قتل السيدة كروس في 15 أكتوبر 1962. واستمرت جلسة محاكمته إلى ثلاثة أيام حيث استغرق الأمر من هيئة المحلفين 20 دقيقة لإدانته. أدى هذا الحكم تلقائيًا إلى الحكم عليه بالإعدام في 17 أكتوبر 1962، لأنه بموجب أحكام قانون القتل لعام 1957 كان القتل هو الحكم فيما يتعلق بارتكاب جريمة قتل مع السطو أو السرقة بصفتها جريمة كبرى.
تم شنق سميث فيما بعد على المشنقة في سجن سترانجواي (مانشستر)، صباح يوم الأربعاء، 28 نوفمبر 1962. وكان الجلادون هاري ألين ومساعده. بعد ساعات قليلة، وفي نفس اليوم الذي أُعدم فيه، دُفنت جثة سميث في مقبرة سجن مانشستر. كانت هذه الممارسة إجراءً معتادًا لأن جثث السجناء الذين تم إعدامهم كانت تُعتبر ملكًا للحكومة البريطانية، وبالتالي ظلت الجثة في السجن الذي أُعدموا فيه. نظرًا لأن مقبرة السجن كانت موجودة داخل جدران السجن، فلم يكن هناك زيارات لعامة الناس من جانب السجناء. بقيت جثة سميث في مقبرة السجن حتى بعد سنوات عديدة عندما (في عام 1991 ومرة أخرى في عام 1993) تم استخراج جثث جميع السجناء الذين تم إعدامهم ورفات الذين تم إحراقهم في مقبرة مانشستر. 

## روابط خارجية
- نشرة شرطة مانشستر الكبرى التي تذكر القضية